# Jesu födelse (Piero della Francesca)
Jesu födelse är en målning från 1470–1475 av den italienske målaren Piero della Francesca. Den föreställer Jungfru Maria på knä inför den nyfödde Jesus. Till vänster syns fem änglar, varav två spelar luta, och till höger två herdar och den sittande Josef. Landskapet har tydliga drag av konstnärens hemtrakter i Toscana.
Målningen är utförd i olja på poppelträ och mäter 124,4 × 122,6 centimeter. Figurerna är utförda med brun undermålning och Jesus är smalare än typiska italienska avbildningar från samma tid, vilket tyder på ett inflytande från nederländskt måleri. Att byggnaden i bakgrunden är snedställd gör också perspektivet i denna målning unikt bland Pieros verk. Möjligtvis blev den aldrig helt fullbordad. Den har skador som kan ha uppkommit vid ett misslyckat restaureringsförsök på 1800-talet.
Den finns på National Gallery i London.